# 庫斯京 (別爾季切夫區)
49°56′12″N 28°28′27″E / 49.93667°N 28.47417°E
庫斯京（烏克蘭語：Кустин），是烏克蘭的村落，位於該國北部日托米爾州，由別爾季切夫區負責管轄，面積1.31平方公里，海拔高度243米，2001年人口176，人口密度每平方公里133.94人。